# Rüsselsheim (stacja kolejowa)
Rüsselsheim – stacja kolejowa w Rüsselsheim am Main, w kraju związkowym Hesja, w Niemczech. Znajdują się tu 2 perony.